# 헨리 S. 티보도
헨리 스카일러 티보도(Henry Schuyler Thibodaux, 1769년 9월 24일, 영국령 아메리카 뉴욕 식민지 올버니 ~ 1827년 10월 24일, 루이지애나주 티보도)은 미국의 정치인으로 제4대 루이지애나주 주지사이다.

## 경력
- 1812 ~ 1824 제1·2·3·4·5·6대 루이지애나 상원의원
- 1823 ~ 1826 제6대 루이지애나 상원의장
- 1824.11 ~ 1824.12 제4대 루이지애나 주지사